# Hans Meyer (calciatore)
Hans Meyer (Briesen, 3 novembre 1942) è un allenatore di calcio ed ex calciatore tedesco.
Attualmente è membro della presidenza del Borussia Mönchengladbach.

## Carriera
Unico allenatore ad aver vinto sia la Coppa di Germania sia la FDGB Pokal, da calciatore legò il suo nome alla squadra del Carl Zeiss Jena, con cui trascorse l'intera carriera agonistica.

## Allenatore
Dal 1º luglio 1970 al 30 giugno 1971 è vice allenatore del Carl Zeiss Jena, è dal 1º luglio 1971 al 23 ottobre 1983 ha allenato quest'ultima. Dal 1º luglio 1984 al 3 giugno 1987 ha allenato il Rot-Weiß Erfurt. Dal 1º luglio 1988 al 9 giugno 1993 ha allenato il Karl-Marx-Stadt, che dal 1990 cambia il nome in Chemnitzer. Dal 2 ottobre 1993 al 27 agosto 1994 ha allenato di nuovo il Carl Zeiss Jena. Dal 26 gennaio 1995 al 2 ottobre 1995 ha guidato l'Union Berlin. È stato allenatore del Twente dal 15 gennaio 1996 al 5 settembre 1999. Dopo due giorni, il 7 settembre 1999 diventa allenatore del Borussia Mönchengladbach. Il 1º marzo 2003 lascia la guida e diventa osservatore del club; rimane fino al 23 dicembre 2003. Il 3 gennaio 2004 è allenatore dell'Hertha Berlino. Il 30 giugno lascia la guida, per diventare il giorno seguente osservatore del club. Il 9 novembre 2005 lascia il ruolo di osservatore per diventare allenatore del Norimberga. Lascia la guida il 12 febbraio 2008. Il 18 ottobre 2008 ritorna alla guida del Borussia Mönchengladbach. Lascia l'incarico il 28 maggio 2009.
Dal 15 gennaio 2011 fa parte della presidenza del Borussia Mönchengladbach.

## Palmarès

### Giocatore
- DDR-Oberliga: 2

C.Z Jena: 1962-1963, 1967-1968

### Allenatore
- FDGB Pokal: 3

C.Z Jena: 1971-1972, 1973-1974, 1979-1980
- Promosso in Bundesliga: 1

Borussia M'gladbach: 2000-2001
- Coppa di Germania: 1

Norimberga: 2006-2007